# Laurent Kloetzer
Œuvres principales
- Mémoire vagabonde
- Le Royaume blessé
- Cleer
- Anamnèse de Lady Star
- Issa Elohim
- Série Noon

Laurent Kloetzer, né le 4 mai 1975 à Fontenay-sous-Bois, est un écrivain français, auteur de romans et de nouvelles de fantasy et de science-fiction. Il utilise le pseudonyme L. L. Kloetzer pour les livres qu'il écrit avec sa femme Laure.

## Œuvres

### Signées Laurent Kloetzer
- Mémoire vagabonde, Mnémos, coll. « Légendaire », 1997Réédition 2001, 2014
- La Voie du cygne, Mnémos, coll. « Légendaire », 1999Réédition Gallimard, coll. « Folio SF » no 59, 2001
- Réminiscences 2012, Nestiveqnen, 2001
- Le Royaume blessé, Denoël, coll. « Lunes d'encre », 2006Réédition Gallimard, coll. « Folio SF » no 333, 2009
- Petites Morts, Mnémos, 2012
- Vostok, Denoël, coll. « Lunes d'encre », 2016Réédition Gallimard, coll. « Folio SF » no 598, 2018
- Issa Elohim, Le Bélial', coll. « Une heure-lumière » no 12, 2018

### Signées L. L. Kloetzer

#### SérieNoon
1. Noon du soleil noir, Le Bélial', 2022
2. La première ou dernière, Le Bélial', 2023
3. Le Désert des cieux, Le Bélial', 2025, 464 p.  (ISBN 978-2-38163-181-3)

#### Romans indépendants
- Cleer, Denoël, coll. « Lunes d'encre », 2010Réédition Gallimard, coll. « Folio SF » no 451, 2013
- Anamnèse de Lady Star, Denoël, coll. « Lunes d'encre », 2013Réédition Gallimard, coll. « Folio SF » no 546, 2016

#### Nouvelles
- La fabrique de cercueils, in Au bal des actifs. Demain le travail chez La Volte (2017)

## Prix littéraires
- 1998 : prix Julia-Verlanger, pour Mémoire vagabonde
- 2011 : prix Planète SF des blogueurs pour Cleer
- 2014 : grand prix de l'Imaginaire pour Anamnèse de Lady Star
- 2014 : prix du Lundi pour Anamnèse de Lady Star
- 2014 : prix Rosny aîné pour Anamnèse de Lady Star